# And Winter Came...
And Winter Came... (от англ. „И дойде зима...“) е седмият студиен албум на ирландската певица, композиторка и музикантка Еня, издаден на 10 ноември 2008 г. от Уорнър Мюзик. След като записва нови коледни песни за четвъртото си EP Sounds of the Season: The Enya Collection (2006), Еня започва работа по коледен албум с традиционни коледни песни и с оригинални песни, но идеята е променена на колекция от песни с коледна или зима тематика, тъй като тя по-добре подхожда на стила на новия материал. Записан е с нейните дългогодишни сътрудници: аранжорът и продуцентът Ники Райън и съпругата му текстописката Рома Райън.
Албумът получава смесени до положителни отзиви от музикалните критици и става световен успех, достигайки Топ 10 в 21 държави през първите три седмици, включително номер 8 в Билборд 200 на САЩ и № 6 в Класацията на албумите в Обединеното кралство. Песента Trains and Winter Rains е единственият сингъл на CD от албума и е последван от Dreams Are More Precious, White Is in the Winter Night и My! My! Time Flies!, издадени за дигитално сваляне. За да популяризира албума, Еня прави няколко интервюта, участия и изпълнения на живо. Албумът е продаден в над 3 милиона копия по целия свят.

## Предистория и запис
През ноември 2006 г., след промоционалното си турне за предишния си студиен албум Amarantine (2005), Еня издава четвъртото си EP, озаглавено Sounds of the Season: The Enya Collection – издание с коледна тематика, съдържащо нови и издадени преди това песни от специалното коледно издание на Amarantine, също пуснато през същия месец. За следващия си студиен албум Еня решава да запише албум с коледна музика – проект, който желае да направи от известно време. Тя е вдъхновена от идеята, тъй като зимата е любимият ѝ сезон, който тя нарича „много носталгичен [...], много успокояващ“ и в който тя прекарва най-много време, за да развива скиците на музиката, която е нахвърляла през годината. Първоначално Еня подхожда към проекта с идеята да комбинира парчета от EP-то Sounds of the Season с нов материал, но това е отхвърлено, понеже албум с песни на коледна или зимна тематика е по-привлекателен, т. к. новата музика, която Еня е разработила, е по-подходяща за това. Ники Райън добавя, че албумът се е развил в такъв, „базиран на зимен пейзаж, където Коледа пристига тук и там, но би било погрешно да го наречем коледен албум на Еня“.
Албумът е записан между 2006 и 2008 г. с Еня и нейните дългогодишни сътрудници: аранжорът и продуцентът Ники Райън и съпругата му – текстописката Рома Райън. Той включва десет оригинални песни с текстове, изпети на английски. Както и при предишните ѝ албуми албумът е записан в Студио „Еглъ“ (Aigle Studio) – домашното студио на сем. Райън в Килини, Графство Дъблин.

## Музика и текст
And Winter Came... („И дойде зима...“) е инструментална и преаранжирана версия на Midnight Blue – B страна на Wild Child, вторият сингъл от албума на Еня A Day Without Rain (2000). По-голямата част от албумите на певицата започват с инструментално парче със същото заглавие и тя избира заглавната песен като начало, защото темите ѝ „задават настроението на есента, преминаваща към зимата“.
Journey of the Angels („Пътуване на ангелите“) е написана в стила на това, което изпълнителката описва като „бавна традиционна песен“. Рома подчертава религиозния ѝ аспект и я избира като личен акцент в албума. Песента е посветена на американския режисьор и редактор Тим Ройс, който продуцира музикалните видеоклипове към песните на Еня Amarantine и It’s in the Rain и умира през 2007 г.
За White Is in the Winter Night („Бяла е зимната нощ“) Еня е вдъхновена от идеята да напише „Коледна песен на 21 век“ и сочи текстовете на Рома, които описват различните цветове, свързани с коледния период: „Зеленото е на имела, а червеното е на джела... Златното е на светлината на свещите, а пурпурното е на жаравата“.
Албумът съдържа две традиционни песни, преаранжирани от Еня и Ники Райън. O Come, O Come, Emmanuel е адвентен християнски химн, който е представен на Еня по време на периода ѝ в хора в интерната, където учи като млада, и той става дългогодишен любимец на нея и на Рона, което и вдъхновява решението да го запише за албум. Песента е изпята на латински език. Oíche Chiúin (Chrorale) е втората традиционна песен на албума и е първата за изпълнителката след A Day Without Rain, която се пее на ирландски – нейният майчин език. Това е ирландската версия на коледната песен „Тиха нощ, свята нощ“ – любима на Еня, откакто я научава за първи път с училищния хор. По-рано тя записва версия на песента като B страна на сингъла си Evening Falls... – вторият, издаден от албума ѝ Watermark (1988). Решението да запише нова версия идва от Ники Райън, който предлага повече хоров аранжимент и вижда песента като добра възможност да представи гласа на Еня като хор, което е и неговото желание откакто работи с нея. Рома Райън добавя: „Неговото малко желание се сбъдна. Най-накрая накара Еня да я изпее точно така, както си я беше представял".
Еня описва значението зад Trains and Winter Rains („Влакове и зимни дъждове“): „Песента... е като тъмно зимно пътешествие и мисля, че всеки е предприемал това пътуване, където е време да напусне дома си. Вълнуващо е, но тъй като е непознато, искахме да уловим малките тъмни аспекти както в текста, така и в музиката".
Рома сравнява Dreams Are More Precious („Мечтите са по-ценни“) с „Коледна приспивна песен“ и разкрива, че заглавието ѝ е извлечено от текста, който тя е написала за песента.
Last Time by Moonlight („Последен път на лунна светлина“) е романтична песен, която се развива около идеята двама души, които някога са се обичали и са се разделили, и размишленията за живота на човек, които могат да се случат около Коледа.
Еня и Рома разработват One Toy Soldier („Една играчка войниче“) в детска песен за стара играчка войниче със счупен барабан, която е семейна реликва, но въпреки възрастта си все още е обичана. Първоначалният набор от текстове на Рома завършва с неясното бъдещето на играчката на Коледа, знаейки, че Еня няма да се спре на такъв край, тя променя текста, за да покаже, че играчката е добре.
My! My! Times Flies („Мое! Мое! Времето лети“) е последната записана песен за албума. Това е песен с бързо темпо, посветена на ирландския китарист Джими Фокнър, който умира през март 2008 г. Текстовете ѝ са написани въз основа на разговор, който Еня и семейство Райън са провели за Фокнър в ден около смъртта му и любимата му музика. Парчето бележи отклонение от музикалния стил на Еня, тъй като това е първата ѝ песен, която използва стабилно парче на барабани и втората ѝ песен, включваща изявено китарно соло, изпълнено тук от Пат Фарел, (първата е I Want Tomorrow в първия ѝ студиен албум Enya от 1987 г.).

## Издаване и прием
Партито за представяне на албума е на 8 октомври 2008 г. в сградата „Ту Темпъл Плейс“ в Темпъл, Лондон, която е украсена за случая с темата на албума. То е последвано от пресконференция, дадена от Еня на следващия ден в хотел „Дорчестър“. На 3 ноември 2008 г. в „Гросе Оранжери“ – сграда от Шарлотенбург в Берлин се провежда второ парти по откриване и то включва танцьори от Берлинския държавен балет, които изпълняват хореография към песните на Еня.
And Winter Came... е издаден на 10 ноември 2008 г. от Уорнър Мюзик в международен план; издаването му в Съединените щати е на 11 ноември 2008 г. от Рипрайз Рекърдс. Албумът дебютира под № 6 в Класацията на албумите на Обединеното кралство, като продава 35 812 копия през първата седмица. На 28 ноември 2008 г. албумът е сертифициран като златен от Британската фонографска индустрия (BPI) за 100 хил. продадени копия. Албумът също достига връх до № 6 в Билборд 200 с продажби в първата седмица от 92 хил. копия. През втората си седмица албумът продава 83 хил. копия. Той продължава да се продава и получава златен сертификат от Асоциацията на звукозаписната индустрия на Америка на 12 декември 2008 г. за продажба на над 500 хил. копия в Съединените щати. До октомври 2015 г. този брой нараства на 920 хил. На други места албумът достига до Топ 20 в 21 страни през първите три седмици. До края на 2011 г. по цял свят са продадени над 3 млн. копия от албума.
През ноември 2008 г. Еня издава Trains and Winter Rains като единствен сингъл от албума на физически носител. Той е последван от издаването на три песни от албума за дигитално сваляне: White Is in the Winter Night на 4 ноември 2008 г., My! My! Time Flies! на 4 февруари 2009 г. и Dreams Are More Precious на 10 октомври 2009 г.
Албумът е издаден на плоча за първи път на 20 октомври 2017 г.

## Списък с песни
Цялата музика е композирана от Еня. Всички текстове са на Рома Райън. Всички песни са продуцирани от Ники Райън (с изключение на музиката и текстовете на O Come, O Come, Emmanuel и Oíche Chiúin (Chorale), които са традиционни). Аранжиментът е на Еня и Ники Райън.
| 1.    | And Winter Came...           | 3:15 |
| 2.    | Journey of the Angels        | 4:47 |
| 3.    | White Is in the Winter Night | 3:00 |
| 4.    | O Come, O Come, Emmanuel     | 3:40 |
| 5.    | Trains and Winter Rains      | 3:44 |
| 6.    | Dreams Are More Precious     | 4:25 |
| 7.    | Last Time by Moonlight       | 3:57 |
| 8.    | One Toy Soldier              | 3:54 |
| 9.    | Stars and Midnight Blue      | 3:08 |
| 10.   | The Spirit of Christmas Past | 4:18 |
| 11.   | My! My! Time Flies!          | 3:02 |
| 12.   | Oíche Chiúin (Chorale)       | 3:49 |
| 44:59 |                              |      |

| Ексклузивно бонус парче на Amazon | Ексклузивно бонус парче на Amazon | Ексклузивно бонус парче на Amazon | Ексклузивно бонус парче на Amazon | Ексклузивно бонус парче на Amazon | Ексклузивно бонус парче на Amazon | Ексклузивно бонус парче на Amazon | Ексклузивно бонус парче на Amazon | Ексклузивно бонус парче на Amazon | Ексклузивно бонус парче на Amazon |
| №                                 | Име                               | Време                             |                                   |                                   |                                   |                                   |                                   |                                   |                                   |
| --------------------------------- | --------------------------------- | --------------------------------- | --------------------------------- | --------------------------------- | --------------------------------- | --------------------------------- | --------------------------------- | --------------------------------- | --------------------------------- |
| 13.                               | Miraculum                         | 3:53                              |                                   |                                   |                                   |                                   |                                   |                                   |                                   |
| 48:52                             |                                   |                                   |                                   |                                   |                                   |                                   |                                   |                                   |                                   |

## Състав
Кредитите са адаптирани от бележките на албума от 2008 г.
Музиканти
- Еня – вокал, инструменти
- Пат Фарел – водеща китара, 12-струнна китара на „My! My! Time Flies!“

Продукция
- Еня – аранжимент
- Ники Райън – аранжимент, инженеринг, миксиране
- Рома Райън – текст
- Том Уоли – изпълнителен продуцент
- Дик Бийтъм – мастеризиране в Mastering 360, Лондон
- Даниел Поли – цифров технически съветник
- Саймън Фаулър – фотография
- Stylorouge – дизайн, худ. ръководство

## Класации
| Класация                                                      | Позиция |
| ------------------------------------------------------------- | ------- |
| Австралийска класация на албумите (ARIA)                      | 7       |
| Австрийска класация на албумите (Ö3 Austria)                  | 6       |
| Белгийска класация на албумите (Фландрия) (Ultratop Flanders) | 1       |
| Белгийска класация на албумите (Валония) (Ultratop Wallonia)  | 2       |
| Датска класация на албумите (Hitlisten)                       | 9       |
| Европейска класация на албумите (Top 100 Albums)              | 2       |
| Германска класация на албумите (Offizielle Top 100)           | 3       |
| Гръцка класация на албумите (IFPI)                            | 15      |
| Ирландска класация на албумите (IRMA)                         | 13      |
| Испанска класация на албумите (PROMUSICAE)                    | 2       |
| Италианска класация на албумите (FIMI)                        | 6       |
| Канадска класация на албумите (Billboard)                     | 4       |
| Нидерландска класация на албумите (Album Top 100)             | 2       |
| Новозеландска класация на албумите (RMNZ)                     | 9       |
| Норвежка класация на албумите (VG-lista)                      | 17      |
| Португалска класация на албумите (AFP)                        | 15      |
| Унгарска класация на албумите (MAHASZ)                        | 3       |
| Финландска класация на албумите (Suomen virallinen lista)     | 21      |
| Френска класация на албумите (SNEP)                           | 9       |
| Хърватска класация на албумите (HDU)                          | 20      |
| Чешка класация на албумите (ČNS IFPI)                         | 2       |
| Шведска класация на албумите (Sverigetopplistan)              | 4       |
| Швейцарска класация на албумите (Schweizer Hitparade)         | 3       |
| Класация на албумите на Обед. кралство (OCC)                  | 6       |
| Билборд 200 САЩ                                               | 8       |
| Японска класация на албумите (Oricon)                         | 6       |

| Класация (2008)                                       | Позиция |
| ----------------------------------------------------- | ------- |
| Белгийска класация на албумите (Ultratop Фландрия)    | 52      |
| Белгийска класация на албумите (Ultratop Валония)     | 46      |
| Нидерландска класация на албумите (Album Top 100)     | 18      |
| Френска класация на албумите (SNEP)                   | 83      |
| Германска класация на албумите (Offizielle Top 100)   | 66      |
| Новозеландска класация на албумите (RMNZ)             | 26      |
| Испанска класация на албумите (PROMUSICAE)            | 41      |
| Шведска класация на албумите (Sverigetopplistan)      | 23      |
| Швейцарска класация на албумите (Schweizer Hitparade) | 24      |
| Класация на албумите на Обед. кралство (OCC)          | 64      |

| Класация (2009)                                       | Позиция |
| ----------------------------------------------------- | ------- |
| Австрийска класация на албумите (Ö3 Austria)          | 46      |
| Белгийска класация на албумите (Ultratop Фландрия)    | 46      |
| Белгийска класация на албумите (Ultratop Валония)     | 38      |
| Канадска класация на албумите (Billboard)             | 25      |
| Нидерландска класация на албумите (Album Top 100)     | 56      |
| Германска класация на албумите (Offizielle Top 100)   | 80      |
| Швейцарска класация на албумите (Schweizer Hitparade) | 36      |
| Билборд 200 САЩ                                       | 56      |

## Сертификати
| Регион | Сертификат | продадени бройки |
| --- | ---------- | ---------------- |
| Австралия (ARIA) | Платинен   | 70 хил.^         |
| Австрия (IFPI Austria) | Златен     | 10 хил.*         |
| Белгия (BEA) | Платинен   | 30 хил.*         |
| Дания (IFPI Danmark) | Златен     | 15 хил.^         |
| Франция (SNEP) | Златен     | 75 хил. *        |
| Германия (BVMI) | 3× Златен  | 300 хил. x       |
| Ирландия (IRMA) | Платинен   | 15 хил.^         |
| Италия (FIMI) | Златен     | 60 хил.          |
| Япония (RIAJ) | Златен     | 100 хил.^        |
| Нидерландия (NVPI) | Платинен   | 60 хил.^         |
| Нова Зеландия (RMNZ) | Платинен   | 15 хил.^         |
| Русия (NFPF) | Златен     | 10 хил.*         |
| Испания (PROMUSICAE) | Златен     | 40 хил.^         |
| Швеция (GLF) | Златен     | 20 хил.^         |
| Швейцария (IFPI Switzerland) | Платинен   | 30 хил.^         |
| Обединено кралство (BPI) | Златен     | 100 хил.^        |
| САЩ (RIAA) | Златен     | 920 хил.         |
| Европа (IFPI) | Платинен   | 1 млн.*          |
| По света | —          | 3 млн.           |
| * Данните за продажбите се основават само на сертифициране ^ Данните за пратките се основават само на сертифициране x Данни за продажби и стрийминг са само въз основа на сертифициране |            |                  |

- Албумът също достига връх от № 1 в Класацията на сп. Билборд Топ Холидей албуми за една седмица[39] и за четири седмици в класацията Топ ню ейдж албуми.[40]
- Албумът достига връх на № 170 в класацията „Билборд 200“ през 2010 г.[41]

## История на издаване
| Страна         | Дата                | Формат               | Лейбъл                       |
| -------------- | ------------------- | -------------------- | ---------------------------- |
| Различни       | 10 ноември 2008 г.  | CD дигитално сваляне | Уорнър Мюзик                 |
| Съединени щати | 11 ноември 2008 г.  | CD дигитално сваляне | Рипрайз Рекърдс              |
| Различни       | 20 октомври 2017 г. | LP                   | Уорнър Мюзик Рипрайз Рекърдс |